# Izabella Chiappini
Izabella Maizza Chiappini (28 settembre 1995) è una pallanuotista brasiliana naturalizzata italiana, attaccante della SIS Roma.

## Carriera
Ha rappresentato la Nazionale brasiliana ai Giochi panamericani nel 2011 e nel 2015 (vincendo due medaglie di bronzo), ai campionati mondiali del 2013 e del 2015 e alle Olimpiadi del 2016 Successivamente decide di giocare con la Nazionale di pallanuoto dell'Italia, con cui viene convocata per il Mondiale del 2019. 
Con il Plebiscito Padova vince il campionato nel 2018, mentre con la SIS Roma l'anno seguente ha vinto una Coppa Italia. Nel 2019 con la nazionale italiana ha vinto la medaglia d'argento in World League. Nel 2021 ha vinto il campionato brasiliano con il Botafogo e nel 2022 con il Pinheiros. Dal 2023 è in Francia al Mulhouse, mentre l'anno successivo viene annunciato il suo ritorno alla SIS Roma.

## Palmarès

### Club
- Campionato italiano: 1

Plebiscito Padova: 2017-18
- Coppe Italia: 2

SIS Roma: 2018-19, 2024-25
- Campionato brasiliano: 2

Botafogo: 2021
Pinheiros: 2022